# Uwem Akpan
Uwem Akpan (Kot Akpan Eda, 19 maggio 1971) è uno scrittore nigeriano.

## Biografia
Uwem Akpan è nato nel villaggio di Ikot Akpan Eda, nel sud della Nigeria. Entrambi i suoi genitori erano insegnanti. A 19 anni entra nell'ordine della Compagnia di Gesù e nel 2003 viene ordinato prete. La scrittura è la sua seconda attività: dopo aver preso i voti, infatti, consegue una laurea in scrittura creativa all'Università del Michigan. Studia inoltre teologia alla Creighton University, in Nebraska.
È autore del libro Dì che sei una di loro, pubblicato in Italia dalla casa editrice Arnoldo Mondadori Editore nel 2009. Il libro è stato inserito dalla rivista Entertainment Weekly tra i libri migliori del decennio.
In un'intervista rilasciata alla rivista The Tablet chiarisce il rapporto che nella sua vita si è instaurato tra la fede e il suo sacerdozio da un lato e la scrittura dall'altro: "Entrambe le attività mi danno energia. Gaudium et spes, uno dei più importanti documenti usciti dal Concilio Vaticano II chiarisce molto bene come le gioie e i dolori del mondo siano le gioie e i dolori della Chiesa. I Gesuiti hanno una grande tradizione di scrittura e di coinvolgimento nelle questioni sociali"

## Opere (parziale)
- Dì che sei una di loro [Say you're one of them], Hachette, 2009  [2008].

## Premi e riconoscimenti
- Secondo classificato per la narrativa nel Dayton Literary Peace Prize del 2009.